# 朝倉村 (高知県)
朝倉村（あさくらむら）は、高知県土佐郡にあった村。現在の高知市の鏡川中流右岸、土讃線・朝倉駅の周辺にあたる。

## 地理
- 山岳：城ヶ森
- 河川：鏡川

## 歴史
- 1889年（明治22年）4月1日 - 町村制の施行により、近世以来の朝倉村が単独で自治体を形成。
- 1928年（昭和3年）4月1日 - 十六村の一部（大字宗安寺・行川・針原・上里・領家・唐船）を編入。旧村域は大字なしの区域となる。
- 1942年（昭和17年）6月1日 - 高知市に編入。同日朝倉村廃止。

## 交通

### 鉄道路線
- 鉄道省
  - 土讃線
    - 朝倉駅
- 土佐電気鉄道（現・とさでん交通）
  - 伊野線
    - 朝倉停留場 - 朝倉駅前停留場 - 宮の奥停留場 - 咥内停留場

### 道路
現在は旧村域を高知自動車道が通過するが、当時は未開通。